# Rhopalomyia inquisitor
Rhopalomyia inquisitor är en tvåvingeart som beskrevs av Ephraim Porter Felt 1908. Rhopalomyia inquisitor ingår i släktet Rhopalomyia och familjen gallmyggor.
Artens utbredningsområde är New York. Inga underarter finns listade i Catalogue of Life.